# Крейвен, Чарли
Чарльз Кре́йвен (англ. Charles Craven; 2 декабря 1909 — 30 марта 1972), также известный как Ча́рли Кре́йвен (англ. Charlie Craven) — английский футболист, левый инсайд.

## Футбольная карьера
Уроженец Бостона, графство Линкольншир, Крейвен начал футбольную карьеру в местной команде «Бостон Тринити». В 1930 году стал игроком клуба «Гримсби Таун». В сезоне 1933/34 помог своей команде выиграть Второй дивизион, сыграв во всех 44 матчах команды в сезоне в лиге и в Кубке Англии. Выступал за «Гримсби Таун» на протяжении восьми сезонов, сыграв 273 матча и забив 102 мяча.
18 мая 1935 года был в числе резервистов (запасных) национальной сборной Англии на товарищеский матч против сборной Нидерландов.
В июне 1938 года перешёл в «Манчестер Юнайтед», заплативший за его переход 6000 фунтов стерлингов. Дебютировал за команду 28 августа 1938 года в выездном матче Первого дивизиона против «Мидлсбро». В двух следующих матчах «Юнайтед» (31 августа против «Болтон Уондерерс» и 3 сентября против «Бирмингем Сити») отличался забитыми мячами. Всего в сезоне 1938/39 провёл за команду 11 матчей и забил 2 мяча.
9 декабря 1938 года перешёл в клуб «Бирмингем». В оставшейся части сезона провёл за команду 17 матчей и забил 2 мяча (против «Гримсби Таун» 25 февраля и против «Блэкпула» 22 апреля) в рамках чемпионата. «Бирмингем» завершил сезон на 21-м месте и выбыл во Второй дивизион. После этого Крейвен перешёл в клуб «Тамуэрт», за который выступал до 1951 года. Во время войны в качестве гостя выступал за «Ковентри Сити» и «Бирмингем». После 1951 года играл за «Саттон Таун».
Умер в Солихалле, Уорикшир, в возрасте 62 лет.

## Достижения
Гримсби Таун
- Победитель Второго дивизиона: 1933/34